# Janusz Wojtasiewicz

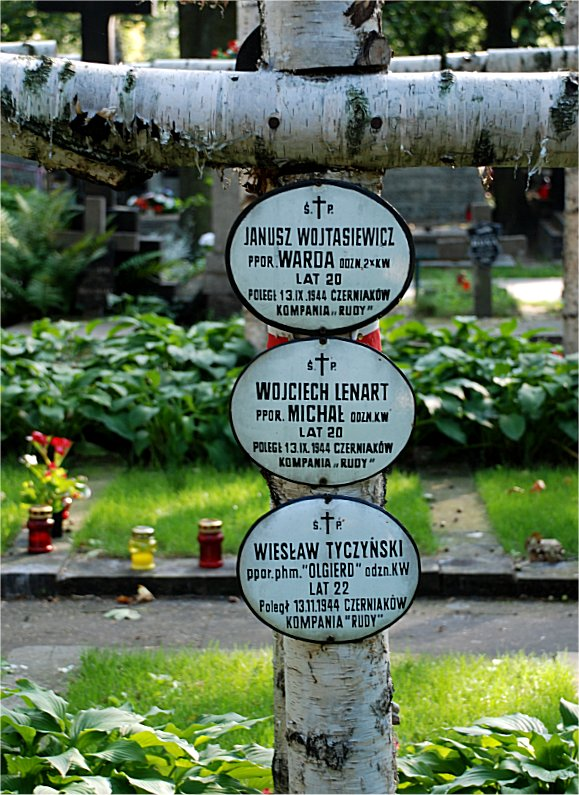
Na Powązkach Wojskowych

Janusz Wojtasiewicz ps. Warda (ur. 6 marca 1924, zm. 13 września 1944 w Warszawie) – podporucznik, uczestnik powstania warszawskiego w szeregach II plutonu „Alek” 2. kompanii „Rudy” batalionu „Zośka” Armii Krajowej.

## Życiorys
Podczas okupacji hitlerowskiej działał w polskim podziemiu zbrojnym. W powstaniu warszawskim wraz z żołnierzami „Zośki” walczył m.in. o kościół i szpital Jana Bożego. Uczestniczył w walkach na Woli, Starym Mieście i Czerniakowie. Poległ 13 września 1944 w walkach powstańczych przy ul. Książęcej 1 na Czerniakowie. Miał 20 lat. Pochowany w kwaterach żołnierzy i sanitariuszek batalionu „Zośka” na Wojskowych Powązkach w Warszawie wraz z ppor. Wojciechem Lenartem (ps. „Michał”) i ppor. phm. Wiesławem Tyczyńskim (ps. „Olgierd") (kwatera A20-3-23).
Odznaczony dwukrotnie Krzyżem Walecznych.